# Marcus Macrinius Avitus Catonius Vindex
Marcus Macrinius Avitus Catonius Vindex (vollständige Namensform Marcus Macrinius Avitus Marci filius Claudia Catonius Vindex) war ein im 2. Jahrhundert n. Chr. lebender Angehöriger des römischen Ritterstandes (Eques), der in den Senatorenstand aufstieg und Suffektkonsul wurde. Durch eine Inschrift sind einzelne Stationen seiner Laufbahn bekannt, die als cursus inversus, d. h. in absteigender Reihenfolge wiedergegeben ist.
Die militärische Laufbahn des Vindex bestand aus den für einen Angehörigen des Ritterstandes üblichen Tres militiae. Er übernahm zunächst als Präfekt die Leitung der Cohors VI Gallorum. Danach wurde er Tribunus militum in der Legio VI Victrix, die ihr Hauptlager in Eboracum hatte. Die dritte Stufe bildete das Kommando über die Ala III Augusta Thracum, die in der Provinz Pannonia superior stationiert war. Nach den Tres militiae folgte noch ein vierter militärischer Posten (Militia quarta) als Präfekt der Ala I Ulpia Contariorum, die ebenfalls in Pannonia superior stationiert war. Von Mark Aurel erhielt er für seine Leistungen militärische Auszeichnungen: zweimal die Hasta pura, zweimal ein Vexillum sowie eine Corona muralis und eine Corona vallaris.
Danach übernahm er folgende Funktionen (in dieser Reihenfolge): Procurator der Provinz Dacia Malvensis, Curator von Ariminum, Statthalter (Legatus Augusti pro praetore) zunächst in der Provinz Moesia superior und danach in Moesia inferior; in der letzten Funktion ist er durch eine weitere Inschrift nachgewiesen.
In Pannonia superior schlug er 166/167 n. Chr. einen Angriff von 6000 Langobarden zurück. Dieses Ereignis kann als Beginn des ersten Markomannenkrieges angesehen werden.
Vindex war in der Tribus Claudia eingeschrieben. Laut der Inschrift auf seinem Grabstein starb er im Alter von 42 Jahren und 5 Monaten.